# Miejsce postojowe
Ten artykuł należy dopracować:

przedstawiono sytuację tylko z polskiej perspektywy – artykuł powinien być przekrojowy.
Pomóż go poprawić. Na stronie dyskusji mogą znajdywać się pomocne komentarze.

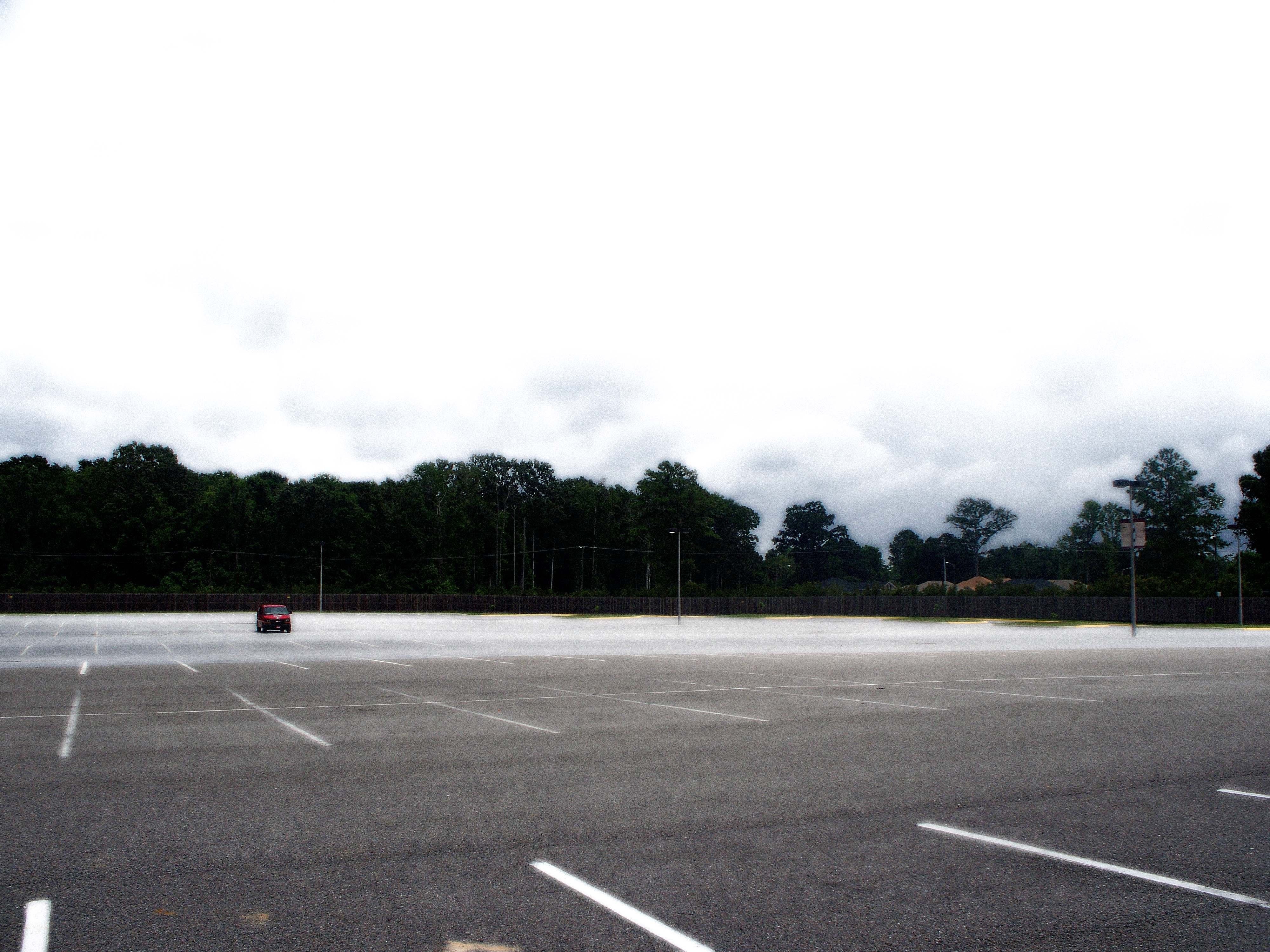
parking z wyznaczonymi stanowiskami postojowymi

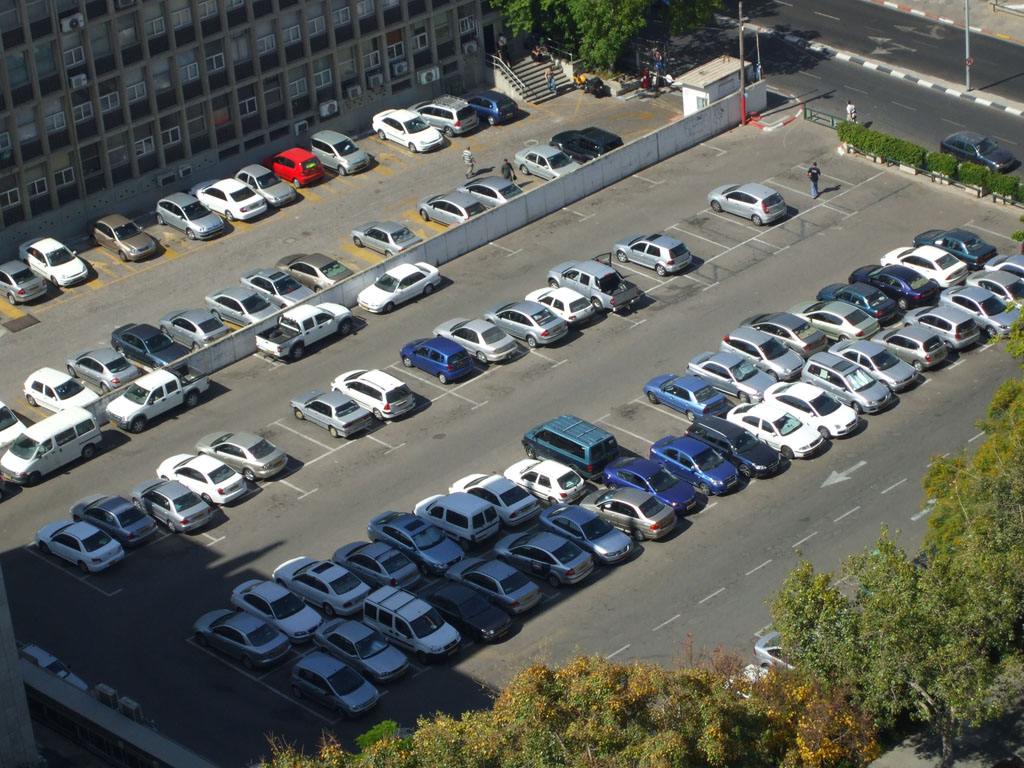
miejsca wyznaczone wzdłuż drogi manewrowej i prostopadle do niej

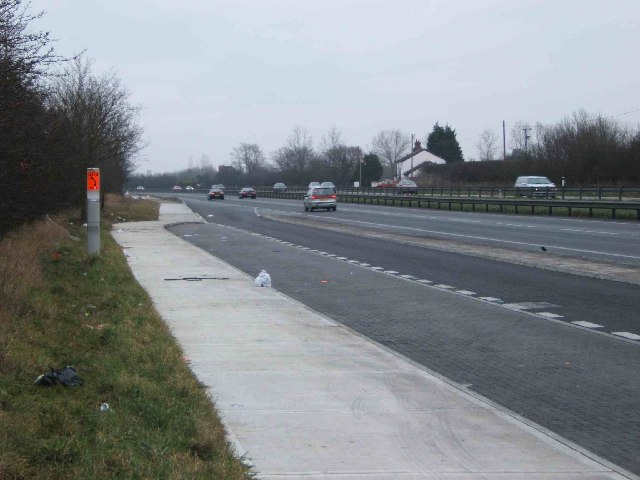
miejsca wyznaczone wzdłuż drogi manewrowej

Miejsce postojowe – wydzielona powierzchnia terenu lub lokalu przeznaczona do postoju pojazdów mechanicznych. Miejsce postojowe może składać się z jednego lub większej liczby stanowisk postojowych. W odniesieniu do grupy stanowisk postojowych przylegających do siebie stosuje się określenie: zgrupowanie. Stosowne przepisy prawne określają warunki i wymagania dotyczące budowy miejsc postojowych podczas prowadzenia określonej inwestycji budowlanej, jednak do chwili obecnej (wrzesień 2021) brak jest definicji prawnej miejsca postojowego w prawie budowlanym. Pojęcie stanowisko postojowe jest używane w odniesieniu do samochodów osobowych w rozporządzeniu w sprawie warunków technicznych, jakim powinny odpowiadać budynki i ich usytuowanie, jednak termin miejsce postojowe nie jest w tym rozporządzeniu stosowany. Kodeks drogowy natomiast określa zasady korzystania z takich miejsc w obrębie dróg, przy czym pojęcie miejsce postojowe nie pojawia się również w tej ustawie. Wobec tego w odniesieniu do sytuacji normowanych przez wspomniane przepisy termin "miejsce postojowe" może być używany jako zwrot potoczny. 
Określenie miejsca do parkowania zostało natomiast użyte w ustawie o planowaniu i zagospodarowaniu przestrzennym. Stosowne regulacje (np. regulamin) w tym zakresie winny być przyjęte, w przypadku miejsc postojowych położonych na obszarze podlegającym zarządowi określonej osoby (fizycznej lub prawnej). Wymagana liczba miejsc postojowych, ich położenie oraz liczba miejsc dla osób niepełnosprawnych określona jest bądź w miejscowym planie zagospodarowania przestrzennego, bądź w decyzji o warunkach zabudowy i zagospodarowania terenu. Stosuje się tu określenie stosunkowe dla lokali mieszkalnych (np. 1,1 miejsca postojowego na każde 1 mieszkanie), lub wskaźnik powierzchni użytkowej lokali dla lokali użytkowych (np. 1 miejsce postojowe na każde 10 m2 powierzchni użytkowej lokali użytkowych).
|  | znak poziomy P-18: stanowisko postojowe |  | znak poziomy P-24: miejsce dla osoby niepełnosprawnej |

Polskie przepisy techniczno-budowlane określają następujące, minimalne wymiary dla stanowiska postojowego (§ 21 ust. 1 rozp.):
- dla samochodów osobowych
  - minimalna długość
    - usytuowanych prostopadle do jezdni 5,0 m
    - usytuowanych równolegle do jezdni 6,0 m

  - minimalna szerokość 2,5 m
- dla samochodów użytkowanych przez osoby niepełnosprawne – szerokość co najmniej 3,6 m, z możliwością ograniczenia do 2,3 m w przypadku zapewnienia możliwości korzystania z przylegającego dojścia lub ciągu pieszo-jezdnego.

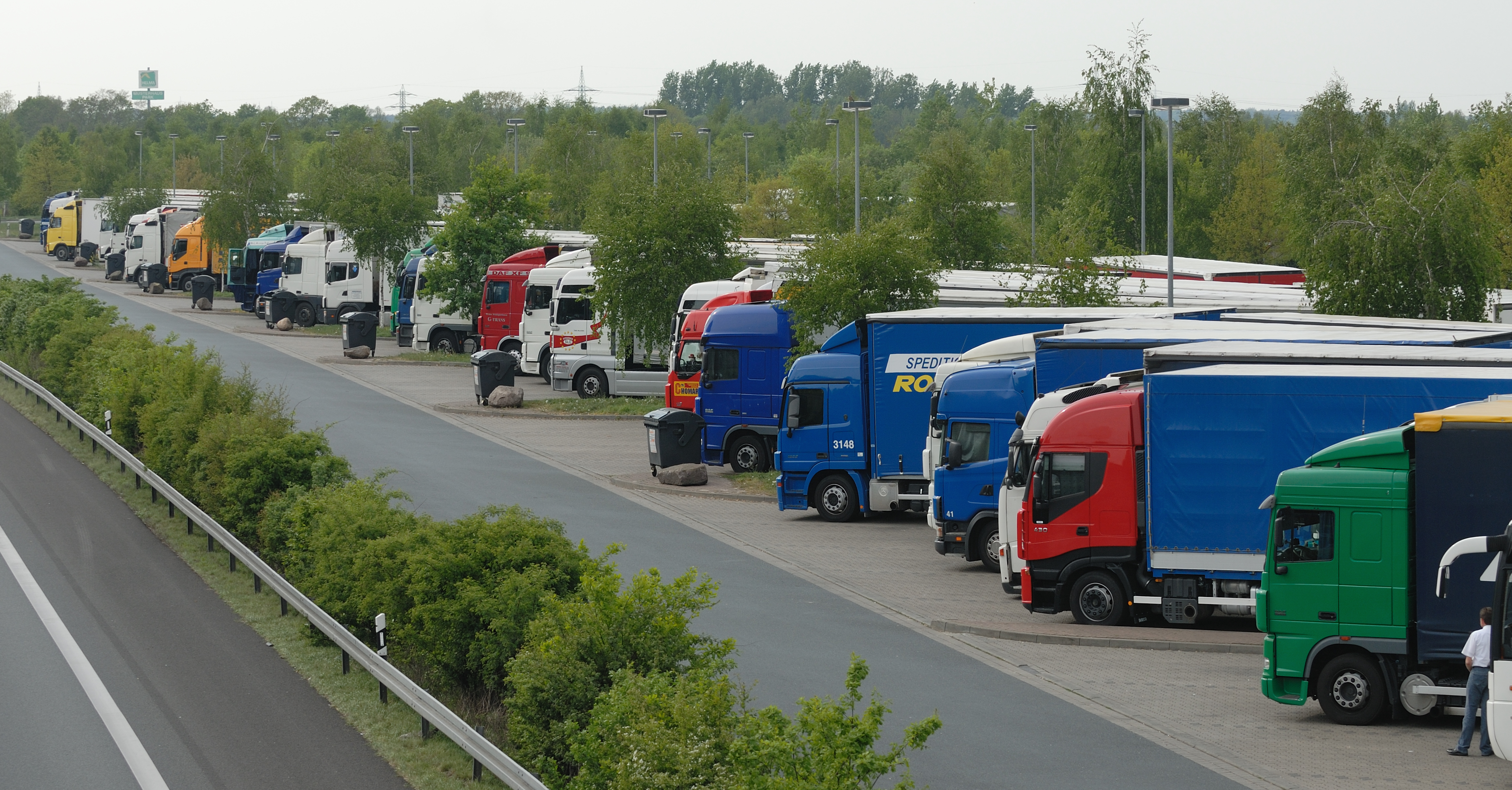
stanowiska dla ciężarówek

Te same minimalne wymiary (2,5 × 5,0 m) określone są dla miejsc postojowych położonych w garażu, przy czym dodatkowym wymogiem w tym przypadku jest konieczność zachowania odległości między bokiem samochodu a ścianą 0,3 m a słupem 0,1 pod warunkiem zapewnienia otwarcia drzwi (§ 104, ust. 3 rozp.), a dla osób niepełnosprawnych 1,2 m (§ 104, ust. 4 rozp.). Określone są również inne wymogi wynikające ze specyfiki lokalizacji miejsc postojowych w garażu (rozdział 10, § 102 – § 108 rozp). Oznacza to de facto minimum 11,5 m² na jedno miejsce postojowe bez dojazdu i wind awaryjnych. Dlatego np. czasem automatyzuje się garaże, co pozwala na mniejsze wykorzystanie terenu oraz niższe koszty kopania.
Przepisy te określają także inne warunki techniczne dla miejsc postojowych, tj. odległości od budynków, obiektów takich jak place zabaw dla dzieci czy boiska (§ 19 rozp.), rodzaj nawierzchni (§ 21 ust. 2 rozp.), spadek zapewniający odprowadzenie wody(§ 21 ust. 2 rozp.). Dla miejsc postojowych przeznaczonych dla innych pojazdów oraz do zawodowej obsługi pojazdów wymagania precyzują inne przepisy niż ww. rozporządzenie. Wymagane wymiary miejsc postojowych i dróg manewrowych dla samochodów ciężarowych są znacznie większe niż podanej wyżej dla samochodów osobowych.

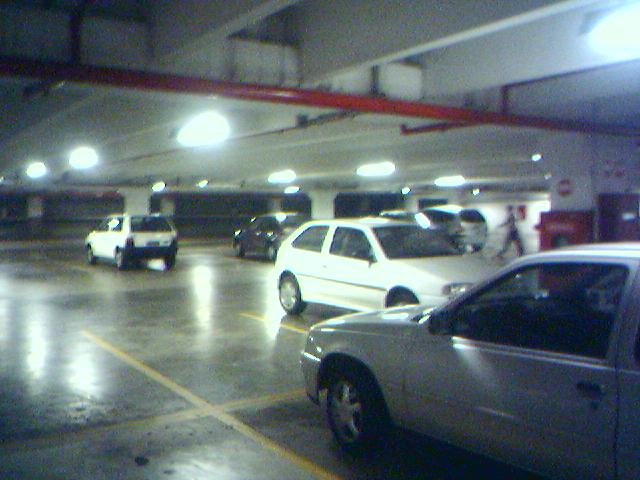
garaż wielostanowiskowy

Zgodnie z art. 29 ust. 1 pkt 10 i 11 Prawa budowlanego, pozwolenia na budowę nie wymaga budowa miejsc postojowych dla samochodów osobowych do 10 stanowisk, oraz zatok parkingowych przy drogach wojewódzkich, powiatowych i gminnych, natomiast wymagane jest zgłoszenie (art. 30 ust. 1 pkt 1 PB).
Pod względem prawa własności, właścicielem miejsc postojowych jest właściciel nieruchomości, na której są położone. Stąd pewna zawiłość prawna w kwestii „sprzedaży” pojedynczych stanowisk postojowych, w tym położonych w garażach wielostanowiskowych. Rozwiązuje się to w ten sposób, że sprzedaje się udział we własności (współwłasność na zasadach wynikających z kodeksu cywilnego) danej nieruchomości (gruntowej lub lokalowej – garaż wielostanowiskowy) oraz w umowie przenoszącej tę współwłasność, określa się równocześnie sposób korzystania z nieruchomości; najczęściej prawo do wyłącznego korzystania z określonego stanowiska postojowego. Natomiast sprzedaż własności z odrębną księgą wieczystą może dotyczyć wyłącznie całej nieruchomości (w tym całego garażu jedno- lub wielostanowiskowego). Dotyczy to także miejsc w garażach wielostanowiskowych, gdyż ustawa o własności lokali dopuszcza wydzielanie jako odrębnej nieruchomości lokalowej wyłącznie samodzielnych lokali, dla których istnieje wymóg między innymi wydzielenia takiego lokalu z przestrzeni trwałymi ścianami. Nie ma często takiej możliwości ze względów techniczno-prawnych w garażach wielostanowiskowych.

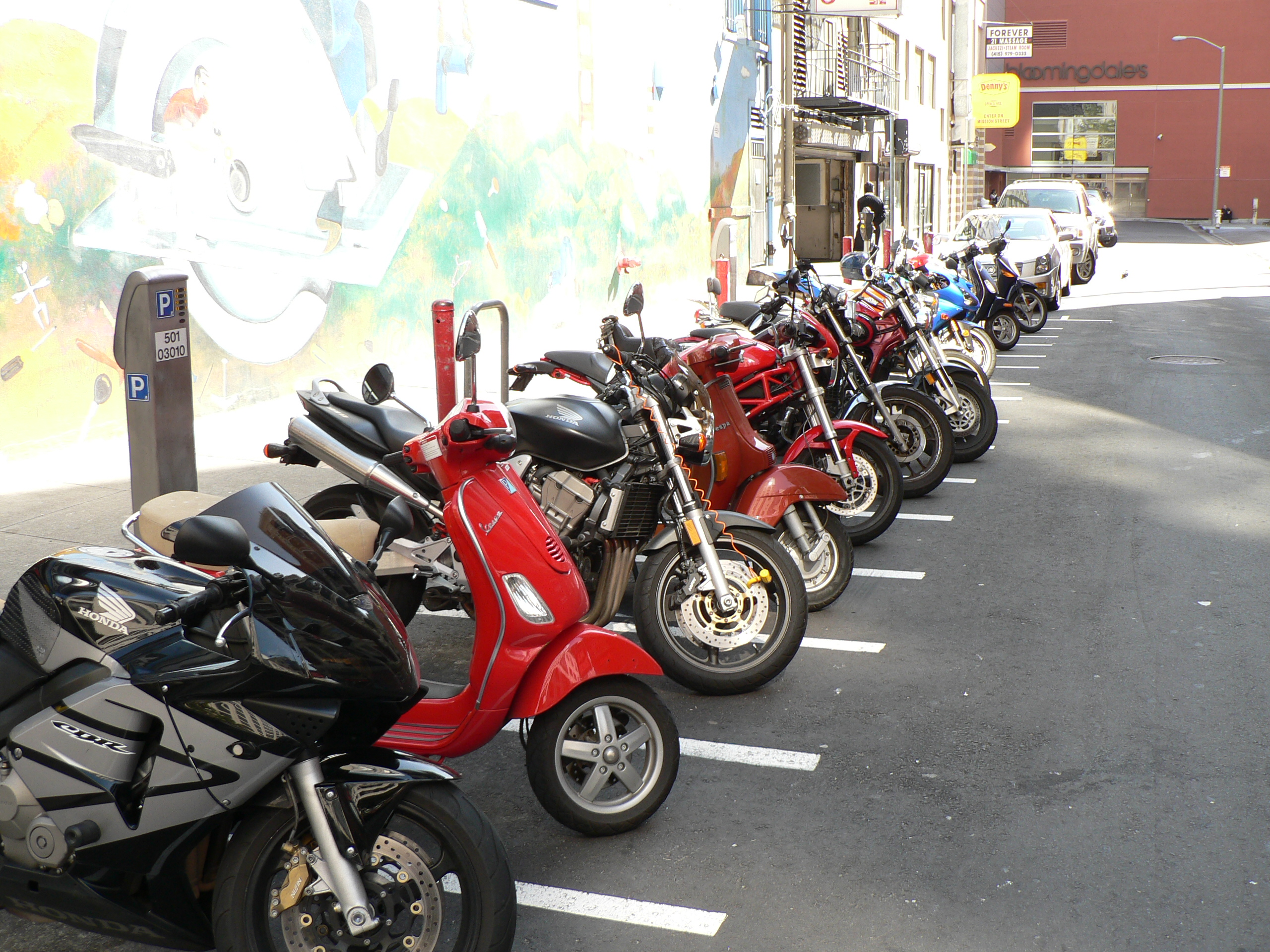
stanowiska dla motocykli

W innych państwach wymogi dla miejsc parkingowych mogą być inne. Dotyczy to także tworzenia miejsc parkingowych dla innych pojazdów, np. motocykli czy rowerów.